# Dagmar Andres

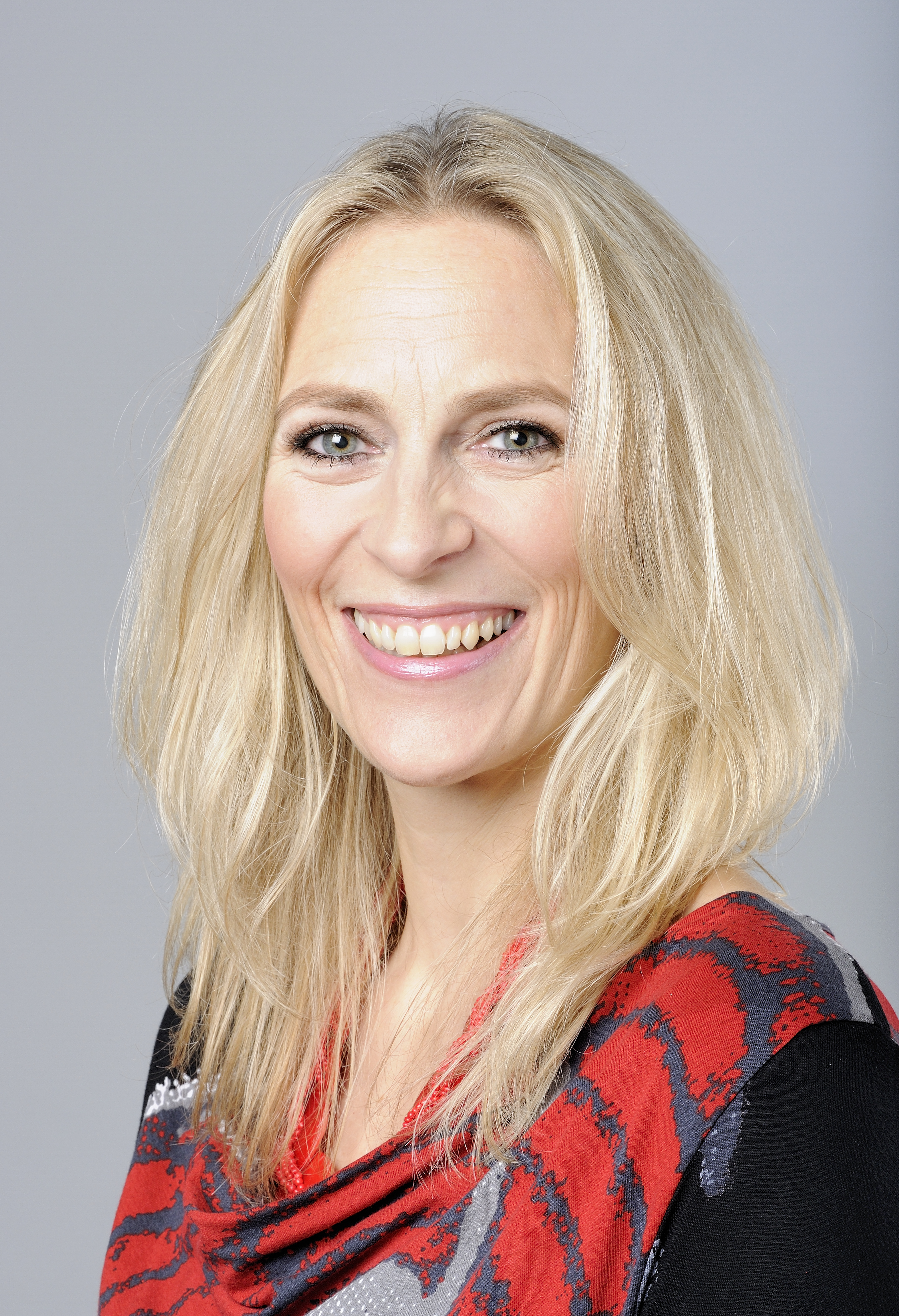
Dagmar Andres em 2013

Dagmar Andres (nascida a 3 de dezembro de 1969) é uma política alemã do Partido Social-Democrata da Alemanha que serve como membro do Bundestag desde 2013.